# Diplazium palmense
Diplazium palmense är en majbräkenväxtart som beskrevs av Eduard Rosenstock.
Diplazium palmense ingår i släktet Diplazium och familjen Athyriaceae. Inga underarter finns listade i Catalogue of Life.